# Ліфшиць Євген Михайлович
Євге́н Миха́йлович Лі́фшиць (нар. 8 (21) лютого 1915, Харків, Російська імперія — пом. 29 жовтня 1985, Москва, РРФСР, СРСР) — радянський фізик-теоретик. Дійсний член АН СРСР (обрано 15 березня 1979).

## Біографічні дані
Брат фізика Іллі Ліфшиця.
Батько Михайло Ілліч Ліфшиць (1878—1934) — лікар. Виходець з бідної єврейської родини, він отримав медичну освіту у Гейдельберзі (Німеччина). Мати — Берта Євзоровна (Мазель) (1885—1976) — із сім'ї торговця лісом із Полоцька. Закінчила курс юридичного факультету Харківського університету.
1933 закінчив Харківський механіко-машинобудівний (згодом — політехнічний) інститут.
1933—1938 працював у Фізико-технічному інституті АН УРСР (Харків), від 1939 — в Інституті фізичних проблем АН СРСР (Москва).
Від 1946 заступник головного редактора «Журналу експериментальної і теоретичної фізики».

## Наукові досягнення
Праці з проблем теорії магнетизму, гравітації, ядерної фізики, космології.
Євген Ліфшиц зробив фундаментальний внесок в теорію тяжіння. Його дослідження в цій царині розпочалися ще 1946 року класичною працею про стійкість космологічних рішень теорії тяжіння Ейнштейна, де він створив чітку класифікацію збурень — скалярних, зі зміною густиною, векторних, що описують вихровий рух, тензорних, що описують гравітаційні хвилі. Ця класифікація зберігає вирішальне значення для аналізу виникнення структури Всесвіту й до сьогодні. Надалі він звернувся до питання загального характеру особливостей цієї теорії.
У багаторічних спільних дослідженнях Євгена Лівшиця та Ісаака Халатникова, до яких пізніше приєдналися В. Бєлінський, Ілля Ліфшиць, було подано досить повну картину динаміки неоднорідних та анізотропних космологічних моделей поблизу космологічної сингулярності. Особливість має дуже складний коливальний характер і може бути наочно представлена як стиснення простору в двох напрямках з одночасним розширенням в третьому, причому напрямки стиснення та розширення змінюються протягом часу згідно з певним законом. Ці результати отримали великий резонанс серед фахівців та істотно змінили наші уявлення про релятивістський колапс та викликали ряд фізичних та математичних питань, які ще потребують відповіді.

## Відзнаки та нагороди
- Сталінська премія (1954).
- Ленінська премія (1962) — разом із Левом Ландау за курс теоретичної фізики.
- Нагороджений двома орденами, а також медалями.